# Djidà
Djidà (en rus: Джида) és un poble de la República de Buriàtia, a Rússia, segons el cens del 2020 tenia 3.065 habitants.